# Sphärentheorie
Bei der Sphärentheorie geht es in den verschiedenen Rechtsgebieten im Prinzip darum, dass derjenige das (wirtschaftliche) Risiko eines Nachteils bzw. eines Schadenseintritts zu tragen hat, in dessen Sphäre das betreffende Risiko liegt. Sie bezeichnet demnach in der Rechtswissenschaft
- eine Theorie zur Bestimmung des Schutzniveaus im Bereich des Allgemeinen Persönlichkeitsrechts.
- eine Theorie im Werkvertragsrecht, nach der der Besteller eines Werks nach § 645 Abs. 1 BGB analog für alle Risiken einstehen muss, die aus seiner Sphäre stammen; siehe Preisgefahr
- eine Theorie im Arbeitsrecht, nach der die Zahlung von Lohn trotz Unmöglichkeit der Arbeitsleistung davon abhängt, ob das für die Störung maßgebliche Risiko aus der Sphäre des Arbeitgebers stammt (Betriebsrisikolehre).
- eine von Peter Ulmer begründete Theorie aus dem Wertpapierrecht, wonach das Fälschungsrisiko von Scheckvordrucken derjenige trägt, in dessen Sphäre das Fälschungsrisiko fällt.[1] Sie dient in Allgemeinen Geschäftsbedingungen von Banken primär der Abwälzung des Haftungsrisikos auf den Kunden und wird vom Bundesgerichtshof abgelehnt.

## Österreich
In Österreich wurde die Sphärentheorie zur Beantwortung der Frage herausgearbeitet, ob ein bestimmtes  Risiko nach dem konkreten Vertrag oder nach denn dem Vertrag zu Grunde liegenden ÖNORM oder, wenn keine vertragliche Regelung besteht, nach dem dispositiven Recht des § 1168 ABGB dem Werkbesteller oder dem Werkunternehmer zugerechnet wird.
In der Rechtssache 1 Ob 200/08f erkannte der OGH, dass § 1168 nachrangig zu den ÖNORMen anzuwenden ist.